# Unifac

« Selle » azéotrope calculée avec UNIFAC à 1 atm. Les lignes rouges sont des compositions de vapeur et les lignes bleues sont des compositions liquides. L'image est en rotation pour montrer plus clairement la forme en selle des équilibres vapeur-liquide.

La méthode UNIversal Functional Activity Coefficient (UNIFAC en anglais, en français Coefficient d'Activité Fonctionnel UNIversel) est un système semi-empirique de prévision d'une activité chimique non-électrolyte dans des mélanges non idéaux.
UNIFAC utilise le groupe fonctionnel présent sur les molécules qui constituent le mélange liquide pour calculer les coefficients d'activité. En utilisant les interactions de chacun des groupes fonctionnels présents sur les molécules, ainsi que des coefficients d'interaction binaires, l'activité de chacune des solutions peut être calculée. Ces informations peuvent être utilisées pour obtenir des renseignements sur les équilibres liquides, ce qui est utile dans de nombreux calculs thermodynamiques, tels que la conception d'un réacteur chimique, et les calculs de distillation.
Le modèle UNIFAC a d'abord été publié en 1975 par Fredenslund, Jones et Prausnitz, un groupe de chercheurs en génie chimique de l'université de Californie. Par la suite, ils ont publié, tout comme d'autres auteurs, une large gamme d'articles sur UNIFAC, étendant les capacités du modèle. Pour cela, ils ont dû développer les paramètres existants du modèle UNIFAC ou bien en créer de  nouveaux. UNIFAC est une tentative de ces chercheurs de fournir un modèle souple des équilibres liquides pour une utilisation plus large en chimie, ainsi que dans des disciplines telles que le génie chimique ou encore le génie des procédés.

## Introduction
Un problème particulier dans le domaine de l'état liquide thermodynamique est l'approvisionnement des constantes thermodynamiques fiables. Ces constantes sont nécessaires pour une prédiction réussie de l'état d'énergie libre du système. Sans cette information, il est impossible de modéliser les équilibres des phases du système.
L'obtention de ces données sur l'énergie libre n'est pas un problème commun et nécessite des expériences minutieuses, comme la calorimétrie, pour réussir à mesurer l'énergie du système. Même lorsque ce travail est effectué, il est impossible de tenter de l'effectuer pour chaque classe de produits chimiques possible, en plus du binaire, ou même encore des mélanges de ceux-ci. Pour pallier ce problème, les modèles de prévision de l'énergie libre, tels qu'UNIFAC, sont utilisés pour prédire l'énergie du système reposant sur quelques constantes mesurées en amont.
Bien qu'il soit théoriquement possible de calculer certains de ces paramètres en utilisant les méthodes de simulation sur ordinateur ab initio, plusieurs problèmes majeurs avec cette approche existent. D'une part et principalement, les ressources de calcul pour ces raisonnements sont immenses, et mis  à l'échelle, cela est extrêmement défavorable pour les systèmes avec plusieurs atomes. Deuxièmement, les énergies obtenues à partir de ces calculs provenant des simulations ab initio, ont souvent besoin d'une vérification expérimentale pour confirmer leurs résultats. Enfin, ces calculs exigent un degré élevé d'expertise et une bonne compréhension de la chimie quantique. D'où la nécessité, pour les modèles simplifiés comme UNIFAC, de continuer de réussir à prédire l'état thermodynamique du système.

## La corrélation UNIFAC
La corrélation UNIFAC tente de décomposer le problème de prévision des interactions entre les molécules, en décrivant les interactions moléculaires basées sur les groupes fonctionnels attachés à la molécule. Cette démarche est faite dans le but de réduire le grand nombre d'interactions binaires qu'il faudrait mesurer pour prévoir l'état du système.

### Activité chimique
Pour un article plus général, voir Activité chimique.
Le coefficient d'activité des composantes d'un système est un facteur de correction qui tient compte des écarts de systèmes réels par rapport à ceux d'une solution idéale. Il peut à la fois être mesuré par une expérience ou bien estimé à partir de modèles chimiques (tels que UNIFAC). En ajoutant un facteur de correction - l'activité de la fraction en phase liquide d'un mélange liquide ({\displaystyle a_{i}}, l'activité de la composante ith) - une partie des effets de la vraie solution ne peut être prise en compte. L'activité d'un produit chimique réel est une fonction de l'état thermodynamique du système, à savoir la température et la pression.
Il est possible de calculer des phénomènes tels que la séparation de phases et les équilibres liquide-vapeur, en étant équipé des coefficients d'activité et en ayant une connaissance des composantes et de leurs quantités relatives. UNIFAC s'efforce d'être un modèle général pour la prédiction réussie des coefficients d'activité.

### Les paramètres du modèle
Le modèle UNIFAC divise en deux composants le coefficient d'activité pour chaque espèce du système : un combinatoire {\displaystyle \gamma ^{c}} et un composant résiduel {\displaystyle \gamma ^{r}}. Pour la {\displaystyle i}e molécule, les coefficients d'activité sont ventilés selon l'équation suivante :
{\displaystyle \ln \gamma _{i}=\ln \gamma _{i}^{c}+\ln \gamma _{i}^{r}}.
Dans le modèle UNIFAC, il existe trois paramètres principaux, nécessaires pour déterminer l'activité de chaque molécule dans le système. Tout d'abord, il y a l'aire de la surface du groupe Échec de l’analyse (SVG (MathML peut être activé via une extension du navigateur) : réponse non valide(« Math extension cannot connect to Restbase. ») du serveur « http://localhost:6011/fr.wikipedia.org/v1/ » :): {\displaystyle R}
 et le volume des contributions {\displaystyle Q} obtenu à partir de l'aire de la surface et des volumes de van der Waals. Ces paramètres reposent uniquement sur les groupes fonctionnels individuels et sur les molécules hôtes. Enfin, il y a le paramètre d'interaction binaire {\displaystyle \tau _{ij}}, qui est lié à l'énergie d'interaction de paires moléculaires {\displaystyle U_{i}} (l'équation se trouve dans la section « résiduel »). Ces paramètres doivent être obtenus soit par le biais d'expériences, via le montage de données, soit par la simulation moléculaire.

#### Combinatoire
Le composant combinatoire de l'activité est composé par plusieurs termes de son équation (ci-dessous). Il est le même que pour le modèle UNIQUAC.
{\displaystyle \ln \gamma _{i}^{c}=\ln {\frac {\phi _{i}}{x_{i}}}+{\frac {z}{2}}q_{i}\ln {\frac {\theta _{i}}{\phi _{i}}}+L_{i}-{\frac {\phi _{i}}{x_{i}}}\displaystyle \sum _{j=1}^{n}x_{j}L_{j}}
Ici, Échec de l’analyse (SVG (MathML peut être activé via une extension du navigateur) : réponse non valide(« Math extension cannot connect to Restbase. ») du serveur « http://localhost:6011/fr.wikipedia.org/v1/ » :): {\displaystyle \theta_i}
 et {\displaystyle \phi _{i}} sont le segment molaire pondérée et la zone fractionnaire composant la {\displaystyle i}e molécule dans l'ensemble du système. Ils sont définis par l'équation suivante, où {\displaystyle L_{i}} est un paramètre composé de {\displaystyle r}, {\displaystyle z} et {\displaystyle q}. {\displaystyle z} est le numéro de la coordination du système, mais le modèle se trouve être relativement insensible à sa valeur, par conséquent, il est souvent cité comme une constante ayant la valeur de 10.
{\displaystyle \theta _{i}={\frac {x_{i}q_{i}}{\displaystyle \sum _{j=1}^{n}x_{j}q_{j}}}\mathrm {\,\,;\,\,} \phi _{i}={\frac {x_{i}r_{i}}{\displaystyle \sum _{j=1}^{n}x_{j}r_{j}}}\mathrm {\,\,;\,\,} L_{i}={\frac {z}{2}}(r_{i}-q_{i})-(r_{i}-1)\mathrm {\,\,;\,\,} z=10}
Ici, {\displaystyle q_{i}} et {\displaystyle r_{i}} sont calculés à partir de la surface du groupe et des contributions volumiques {\displaystyle Q} et {\displaystyle R} (habituellement obtenues par valeurs tabulées) ainsi que par le nombre d'occurrences du groupe fonctionnel sur chaque molécule {\displaystyle \nu _{k}} de telle sorte que :
{\displaystyle r_{i}=\displaystyle \sum _{k=1}^{n}\nu _{k}R_{k}\mathrm {\,\,;\,\,} q_{i}=\displaystyle \sum _{k=1}^{n}\nu _{k}Q_{k}}.

#### Résiduel
Le composant résiduel de l'activité {\displaystyle \gamma ^{r}} est dû à des interactions entre les groupes présents dans le système, et le document original se référant au concept d'une « solution-de-groupes ». Le composant résiduel de l'activité pour la molécule {\displaystyle i} contenant {\displaystyle n} groupes fonctionnels et uniques, peut être écrit comme suit :
{\displaystyle \ln \gamma _{i}^{r}=\displaystyle \sum _{k}^{n}\nu _{k}^{(i)}\left[\ln \Gamma _{k}-\ln \Gamma _{k}^{(i)}\right]}
où, {\displaystyle \Gamma _{k}^{(i)}} est l'activité d'un groupe isolé dans une solution constituée uniquement de molécules de type Échec de l’analyse (SVG (MathML peut être activé via une extension du navigateur) : réponse non valide(« Math extension cannot connect to Restbase. ») du serveur « http://localhost:6011/fr.wikipedia.org/v1/ » :): {\displaystyle i}
. La formulation de l'activité résiduelle assure que, dans le cas limité à une seule molécule dans une solution de composante pure, l'activité est égale à 1 ; que par la définition de {\displaystyle \Gamma _{k}^{(i)}}, on constate que {\displaystyle \ln \Gamma _{k}-\ln \Gamma _{k}^{(i)}} est égal à zéro. La formule suivante est utilisée à la fois pour {\displaystyle \Gamma _{k}} et pour {\displaystyle \Gamma _{k}^{(i)}} :
{\displaystyle \ln \Gamma _{k}=Q_{k}\left[1-\ln \displaystyle \sum _{m}\Theta _{m}\Psi _{mk}-\displaystyle \sum _{m}{\frac {\Theta _{m}\Psi _{km}}{\displaystyle \sum _{n}\Theta _{n}\Psi _{nm}}}\right]}.
Dans cette formule, {\displaystyle \Theta _{m}} est la somme de la fraction de la surface du groupe {\displaystyle m}, sur l'ensemble des différents groupes.  {\displaystyle \Theta _{m}}, est aussi à peu près semblable dans la forme, mais il n'est pas le même que {\displaystyle \theta _{i}}. {\displaystyle \Psi _{mn}} est le paramètre d'interaction du groupe ainsi qu'une mesure de l'énergie d'interaction entre les groupes. Il est calculé en utilisant une équation d'Arrhenius (mais avec une pseudo-constante de valeur 1). {\displaystyle X_{n}} est la fraction molaire du groupe, qui est le nombre de groupes {\displaystyle n} dans la solution, divisé par le nombre total de groupe.
{\displaystyle \Theta _{m}={\frac {Q_{m}X_{m}}{\displaystyle \sum _{n}Q_{n}X_{n}}}}
{\displaystyle \Psi _{mn}=\mathrm {exp} -\left[{\frac {U_{mn}-U_{nm}}{RT}}\right]\mathrm {\,;\,\,} } {\displaystyle X_{m}={\frac {\displaystyle \sum _{j}\nu _{m}^{j}x_{j}}{\displaystyle \sum _{j}\displaystyle \sum _{n}\nu _{n}^{j}x_{j}}}}
{\displaystyle U_{mn}} est l'énergie d'interaction entre les groupes de {\displaystyle m} et {\displaystyle n}, exprimée en joules par mole (unités SI), et {\displaystyle R} est la constante universelle des gaz parfaits. Notons que ce n'est pas le cas de {\displaystyle U_{mn}=U_{nm}}, donnant lieu à un paramètre non-réflexive[Quoi ?]. L'équation pour le paramètre d'interaction du groupe peut être simplifiée comme suit :
{\displaystyle \Psi _{mn}=\mathrm {exp} {\frac {-a_{mn}}{T}}}.
Ainsi, {\displaystyle a_{mn}} représente toujours l'énergie nette de l'interaction entre les groupes {\displaystyle m} et {\displaystyle n}, mais il a des unités quelque peu inhabituelles de température  absolue (SI de kelvin). Ces valeurs d'énergie d'interaction sont obtenues à partir des données expérimentales, et sont généralement sous forme de tableaux.

### Lecture complémentaire
- Équilibre vapeur-liquide utilisant UNIFAC : Aage Fredenslund, Jürgen Gmehling (en) et Peter Rasmussen, Group contribution method (en), Elsevier Scientific, New York, 1979